# Niger (Nigeria)
Il Niger è uno dei 36 stati della Nigeria, situato a ovest della Nigeria con capitale Minna. È stato creato nel 1976 da una costola del vecchio North-Western State insieme allo Stato di Sokoto. È lo Stato più esteso di tutta la Nigeria con una estensione pari a 76.363 chilometri quadrati. Lo Stato ha una minoranza di musulmani. Prende il nome dal fiume Niger che attraversa la regione. Vi sono importanti centrali idroelettriche (Kainji, sul lago omonimo e Shiroro).

## Suddivisioni
Lo stato di Niger è suddiviso in venticinque aree a governo locale (local government areas):
- Agaie
- Agwara
- Bida
- Borgu
- Bosso
- Chanchaga
- Edati
- Gbako
- Gurara
- Katcha
- Kontagora
- Lapai
- Lavun
- Magama
- Mariga
- Mashegu
- Mokwa
- Munya
- Paikoro
- Rafi
- Rijau
- Shiroro
- Suleja
- Tafa
- Wushishi